# چاگان (آستراخان)
چاگان (به لاتین: Chagan) یک منطقهٔ مسکونی در روسیه است که در استان آستراخان واقع شده‌است.